# Беатриса (королева Португалии)
Беатриса Португальская (порт. Beatriz de Portugal, кат. Beatriu de Portugal) — инфанта Королевства Португалии, наследница престола после смерти девятого короля Португалии Фернанду I, консорт Кастилии и Леона с 1382 по 1390 годы.

## Биография
Донна Беатриса родилась в Коимбре в 1373 году, в семье короля Фернанду I и королевы Леоноры Теллеш де Менезеш. Так как законных наследников мужского пола у Фернанду не было, Беатриса становится претендентом на престол. Поэтому вопрос о замужестве Беатрисы решался родителями практически с самого её детства. Фернанду несколько раз организовывал, а затем отменял помолвки Беатрисы. В 1381 году, с целью укрепления союза с Англией, была устроена помолвка Беатрисы с восьмилетним сыном герцога Кембриджского Эдуардом. Однако с возобновлением войны с Кастилией эта помолвка была расторгнута, и с подачи королевы Леоноры, Фернанду заключил договор о взаимном наследовании корон с королём Кастилии и Леона — Хуаном I. Потерявший свою первую жену, Элеонору Арагонскую, Хуан охотно согласился на этот брак (в результате Португалия делалась провинцией Кастилии). Свадьба состоялась 17 мая 1383 года в Элваше. И хотя Беатриса переехала в Испанию, эта свадьба была непопулярна среди португальских дворян.
Когда 22 октября 1383 года умер Фернанду I, королева Леонора, согласно брачному договору, стала регентом при Беатрисе. Этот период, с 1383 по 1385 годы, когда в стране не было коронованного короля, назван смутным временем (порт. Interregnum), так как отличается периодом гражданской войны и анархии.
В 1384 году у Беатрисы и Хуана рождается сын, Мигель (который умирает в младенчестве, в 1385 году). Пока Беатриса со своими мужем и сыном находится в Бургосе, в Португалии происходит переворот, устроенный магистром Ордена Святого Беннета Авишского Жуаном I, незаконнорождённым братом Фернанду (сын Педру и Терезии Лоренцо) и одним из основных претендентов на престол. В результате этого переворота Леонора вынуждена бежать, а сторонники Жуана начинают процесс по передаче регентства новому правителю.
Сторонники Жуана I захватывают Лиссабон, Бежа, Порталегре, Эштремош и Эвору. В ответ на это муж Беатрисы вводит в Португалию свои войска и оккупирует Сантарен. Желая сохранить корону своей супруги и отстоять право на престол для новорождённого сына, Хуан Кастильский убеждает Леонору отказаться от регентства, и пытается взять управление страной в свои руки. Однако, в результате военных столкновений, когда большинство португальских городов, бывших на стороне Кастилии, были захвачены сторонниками Жуана, в Коимбре созывается Португальская Королевская ассамблея (кортесы). И 6 апреля 1385 года совет королевства провозглашает полноправным правителем Португалии Жуана Ависского.
С этого момента Беатриса перестаёт быть наследницей трона и остаётся всего лишь королевой-супругой вплоть до 1390 года, когда умирает её супруг Хуан Кастильский. Точной даты смерти Беатрисы нет, согласно исследованиям, она умерла весной 1420 года в Торо.